# Samsung Galaxy A23
O Samsung Galaxy A23 é um smartphone Android desenvolvido e fabricado pela Samsung Electronics. Faz parte da série Galaxy A, que é voltada para o mercado intermediário. A empresa divulgou este telefone 4 de março de 2022.

## Software
O smartphone sai de fábrica com sistema operacional móvel Android 12 com a interface One UI 4.1 da Samsung.

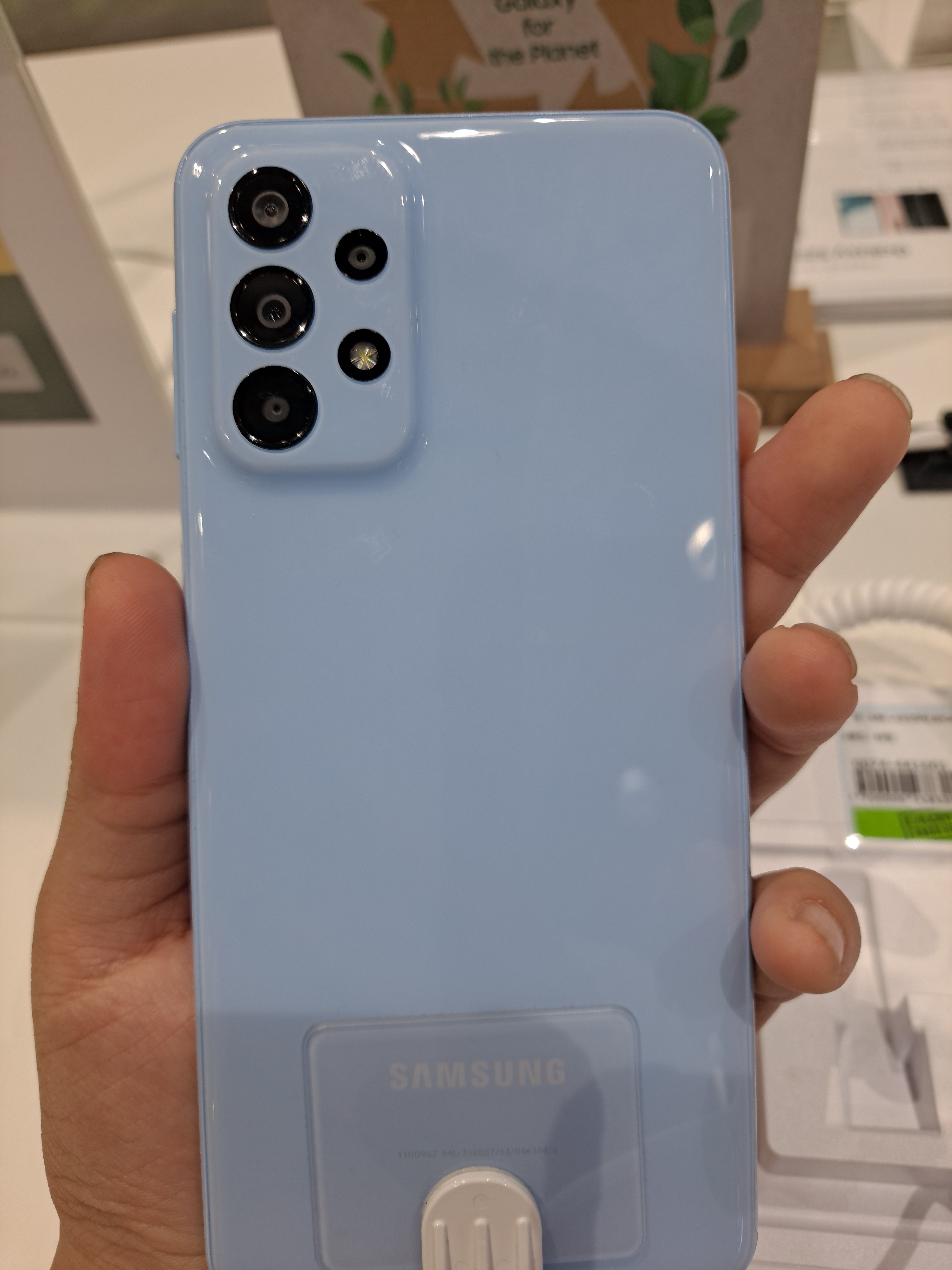
Traseira do Samsung Galaxy A23